# Thalassotherapie
Thalassotherapie of zeewatertherapie is een behandeling waarbij men gebruikmaakt van baden die zijn gevuld met zeewater. Deze behandeling berust niet op wetenschappelijk bewijs en heeft geen bewezen werking.